# Sanne van der Schaar
Sanne van der Schaar (Harlingen of Wommels, 7 september 1992) is een Nederlands voormalig langebaanschaatsster.

## Records

### Persoonlijke records[3]
| Afstand    | Tijd    | Datum           | Baan           |
| ---------- | ------- | --------------- | -------------- |
| 500 meter  | 38,65   | 27 januari 2019 | Heerenveen     |
| 1000 meter | 1.15,97 | 27 januari 2019 | Heerenveen     |
| 1500 meter | 1.57,66 | 9 december 2017 | Salt Lake City |
| 3000 meter | 4.15,80 | 23 januari 2016 | Heerenveen     |
| 5000 meter | 7.38,31 | 10 januari 2016 | Groningen      |

## Privé
Na haar actieve schaatscarrière werd Van der Schaar fysiotherapeut in Franeker.